# Nagrada Pavle Merkù
Nagrada Pavle Merkù je glasbena nagrada, ki jo podeljujeta zvezi Svet slovenskih organizacij (SSO) in Zveza cerkvenih pevskih zborov Trst (ZCPZ). Nagrada je namenjena glasbenikom (dirigentom, zborovodjem, skladateljem) in kulturnim delavcem za umetniške dosežke na glasbenem področju (med pripadniki slovenske narodne skupnosti v Italiji), ki še delujejo, nastala je namreč z namenom vrednotenja velikega potenciala, ustvarjalnosti in dosežkov vidnih protagonistov zborovske scene, z zavestjo o bistveni vlogi te dejavnosti v celotni zgodovini slovenske skupnosti v Italiji.
Nagrado podeljujejo bienalno, na vsakoletnem koncertu v sklopu projekta Cantate, ki ga organizatorji prirejajo 9. maja, na Dan Evrope.  Prvič so jo podelili leta 2019  (leta 2021 niso smeli organizirati podelitve nagrade zaradi svetovne epidemije Covida).

## Prejemniki nagrade
- 2019 - Patrick Quaggiato [3]
- 2022 - Hilarij Lavrenčič [4]
- 2024 - Petra Grassi [5]